# Парламентские выборы в Белизе (2020)
Парламентские выборы в Белизе прошли 11 ноября 2020 года. На них избирались 31 член Палаты представителей. Номинация кандидатов проходила 21 октября 2020 года.
В результате Народная объединённая партия одержала первую победу, начиная с 2003 года, получив 26 из 31 места парламента, тогда как Объединённая демократическая партия показала свой худший результат с 1998 года, заняв лишь 5 мест. Несмотря на пандемию COVID-19 и прошедший незадолго до выборов тропический шторм Эта, явка превысила 81 %, что стало наивысшей с 1998 года.
Впервые в истории в выборах участвовала женщина-кандидат в премьер-министры, выступавшая от Народного фронта Белиза.
Несколько важных членов парламента не участвовало в выборах. Премьер-министр Дин Барроу от Объединённой демократической партии не мог больше баллотироваться после трёх сроков на этом посту. Будучи депутатом с 1984 года, он также решил уйти в отставку из парламента. Его предшественник Саид Муса также решил больше не избираться. Он был последним членом парламента, который служил депутатом ещё до объявления независимости Белизом в 1981 году.

## Результаты
По приглашению Министерства иностранных дел Белиза Карибское сообщество направило группу наблюдателей из шести человек. Предварительное заявление группы показало, что выборы прошли гладко и своевременно; они особенно высоко оценили способность избирательной комиссии применять санитарные меры в связи с COVID-19 при борьбе с последствиями тропического шторма Эта.
Избирательные участки закрылись в 18:15. Поскольку первые подсчёты уже предсказывали лидерство для НОП, Фабер выступил с концессией по телевидению через три часа, поздравив Брисеньо и НОП и призвав к национальному единству. Явка на выборах превысила 81 %, это самый высокий показатель с 1998 года.
Результаты показали, что НОП одержала свою первую победу на национальных выборах с 2003 года, получив 26 мест. Напротив, правящая Объединённая демократическая партия показала самый низкий результат с 1998 года, получив оставшиеся 5 мест. Четыре из пяти мест в ОДП были в Белизе: Фабер и Трейси Пантон сохранили свои места, а Дениз Барроу и Шайн Барроу получили места уходящих на пенсию членов ОДП. Пятое место было в Коросале, которое сохранил действующий заместитель премьер-министра Уго Патт.
Брисеньо был приведен к присяге в качестве нового премьер-министра 12 ноября генерал-губернатором. Кабинет министров был приведён к присяге 16 ноября.
| |                                      |         |       |       |       |  |  |  |  |
| Партия | Партия                               | Голоса  | %     | Места | +/–   |  |  |  |  |
| | Народная объединённая партия         | 88 040  | 59,60 | 26    | +14   |  |  |  |  |
| | Объединённая демократическая партия  | 57 374  | 38,84 | 5     | –14   |  |  |  |  |
| | Народный фронт Белиза                | 820     | 0,56  | 0     | новая |  |  |  |  |
| | Прогрессивная партия Белиза          | 548     | 0,37  | 0     | 0     |  |  |  |  |
| | Независимые                          | 924     | 0,63  | 0     | 0     |  |  |  |  |
| Действительных бюллетеней | Действительных бюллетеней            | 147 706 | 98,70 | –     | –     |  |  |  |  |
| Недействительных/пустых бюллетеней                                                                                                 | Недействительных/пустых бюллетеней   | 1944    | 1,30  | –     | –     |  |  |  |  |
| Всего | Всего                                | 149 650 | 100   | 31    | 0     |  |  |  |  |
| Зарегистрированных избирателей/ Явка                                                                                               | Зарегистрированных избирателей/ Явка | 182 815 | 81,86 | –     | –     |  |  |  |  |
| Источники：Elections & Boundaries Department Архивная копия от 12 ноября 2020 на Wayback Machine, The Tribune (недоступная ссылка) |                                      |         |       |       |       |  |  |  |  |